# Thel
Thel és un municipi delegat de França, situat al departament del Roine i a la regió d'Alvèrnia Roine-Alps. L'any 2007 tenia 299 habitants.
L'1 de gener de 2016, va fusionar amb Cours-la-Ville i formar el municipi nou de Cours.

## Demografia

### Població
El 2007 la població de fet de Thel era de 299 persones. Hi havia 116 famílies de les quals 31 eren unipersonals (8 homes vivint sols i 23 dones vivint soles), 39 parelles sense fills, 42 parelles amb fills i 4 famílies monoparentals amb fills.
La població ha evolucionat segons el següent gràfic:
Habitants censats

### Habitatges
El 2007 hi havia 207 habitatges, 126 eren l'habitatge principal de la família, 50 eren segones residències i 31 estaven desocupats. 160 eren cases i 46 eren apartaments. Dels 126 habitatges principals, 91 estaven ocupats pels seus propietaris, 29 estaven llogats i ocupats pels llogaters i 7 estaven cedits a títol gratuït; 1 tenia una cambra, 5 en tenien dues, 21 en tenien tres, 27 en tenien quatre i 72 en tenien cinc o més. 115 habitatges disposaven pel capbaix d'una plaça de pàrquing. A 45 habitatges hi havia un automòbil i a 69 n'hi havia dos o més.

### Piràmide de població
La piràmide de població per edats i sexe el 2009 era:
| Homes | Edats   | Dones |
| ----- | ------- | ----- |
| 0     | 95 o +  | 0     |
| 0     | 90 a 94 | 0     |
| 4     | 85 a 89 | 0     |
| 4     | 80 a 84 | 0     |
| 12    | 75 a 79 | 4     |
| 4     | 70 a 74 | 4     |
| 0     | 65 a 69 | 12    |
| 12    | 60 a 64 | 20    |
| 4     | 55 a 59 | 4     |
| 12    | 50 a 54 | 12    |
| 8     | 45 a 49 | 4     |
| 4     | 40 a 44 | 4     |
| 8     | 35 a 39 | 4     |
| 16    | 30 a 34 | 16    |
| 16    | 25 a 29 | 16    |
| 12    | 20 a 24 | 8     |
| 4     | 15 a 19 | 4     |
| 4     | 10 a 14 | 8     |
| 8     | 5 a 9   | 28    |
| 8     | 0 a 4   | 12    |

## Economia
El 2007 la població en edat de treballar era de 195 persones, 147 eren actives i 48 eren inactives. De les 147 persones actives 141 estaven ocupades (76 homes i 65 dones) i 7 estaven aturades (2 homes i 5 dones). De les 48 persones inactives 22 estaven jubilades, 13 estaven estudiant i 13 estaven classificades com a «altres inactius».

### Ingressos
El 2009 a Thel hi havia 133 unitats fiscals que integraven 327 persones, la mediana anual d'ingressos fiscals per persona era de 19.557 €.

### Activitats econòmiques
Dels 17 establiments que hi havia el 2007, 4 eren d'empreses de fabricació d'altres productes industrials, 6 d'empreses de construcció, 2 d'empreses de comerç i reparació d'automòbils, 3 d'empreses de transport, 1 d'una empresa d'hostatgeria i restauració i 1 d'una empresa financera.
Dels 5 establiments de servei als particulars que hi havia el 2009, 3 eren paletes, 1 fusteria i 1 electricista.
L'únic establiment comercial que hi havia el 2009 era una botiga de menys de 120 m².
L'any 2000 a Thel hi havia 12 explotacions agrícoles que ocupaven un total de 296 hectàrees.

## Equipaments sanitaris i escolars
El 2009 hi havia una escola elemental.

## Poblacions més properes
El següent diagrama mostra les poblacions més properes.